# 寺町彰博
寺町 彰博（てらまち あきひろ、1951年4月5日-  ）は、日本の経営者。THK社長を務めた。創業者寺町博の長男。

## 来歴・人物
東京都出身。1974年に慶應義塾大学商学部を卒業し、同年に大隈鉄工所(現在のオークマ)に入社した。1975年10月に東邦精工(のちのTHK)に転じ、1982年3月に取締役、1987年6月に常務、1994年6月に副社長を経て、1997年1月には社長に就任。2024年1月に会長に就任。